# Spinimegopis tibialis
Spinimegopis tibialis là một loài bọ cánh cứng trong họ Cerambycidae.